# 中原誠の戦績

## 年表
| 氏名は対戦相手。 赤いマス目 はタイトル獲得（奪取または防衛）。 00永世 はタイトル獲得に加え永世称号・名誉称号の資格獲得。 o : 勝ち、 x : 負け、 j : 持将棋、s : 千日手による日程繰り延べ（当日指し直しの場合は記載せず）。 － は棋戦不参加または開始前・終了後（該当年度未実施）の棋戦等。 黄色いマス目 は、一般棋戦「王座戦」の優勝（タイトル戦昇格以前。「名誉王座」称号獲得要件に含まれるためタイトルの欄にも記載）。 |

| <第25期> － |

| ( | ここまで 一般棋戦 | ) |